# Вислизаюча краса
«Вислиза́юча краса́» (англ. Stealing Beauty; італ. Io ballo da sola; фр. Beauté volée) — фільм спільного виробництва Франції, Великої Британії, Італії та Чехії, італійського режисера Бернардо Бертолуччі 1996 року.

## Сюжет
Прекрасна юна американка Люсі Гермон (Лів Тайлер) після самогубства матері, відомої поетеси і топ-моделі, їде до Італії. Вона проведе літо на віллі давніх друзів сім'ї, у мальовничій Тоскані. У свої дев'ятнадцять років Люсі — незаймана і мріє отримати перший досвід з чоловіком, який чотири роки тому подарував їй перший поцілунок і який, як вона вважає, написав їй найкращого у її житті листа. Також вона хоче дізнатися, хто її справжній батько — у щоденнику матері є запис про її близькість із неназваним чоловіком у серпні 1975 року, в результаті якої на світ з'явилася Люсі.

## В ролях
| Актор              | Роль           |
| ------------------ | -------------- |
| Лів Тайлер         | Люсі Гермон    |
| Джеремі Айронс     | Алекс Перріш   |
| Джозеф Файнс       | Крістофер Фокс |
| Рейчел Вайс        | Міранда Фокс   |
| Жан Маре           | Гійом          |
| Сінейд Кьюсак      | Діана Грейсон  |
| Донал Макканн      | Ян Грейсон     |
| Стефанія Сандреллі | Ноемі          |

## Режисер про фільм
«Вислизаюча краса» — не той фільм, який можна було чекати від мене: він не про відродження правих сил, не про Берлусконі, не про сучасну італійську дійсність… Проте в цьому фільмі я знову крокую Італією. Я знову вчуся ходити Італією і цілком усвідомлюю те, що в мене є проблеми з пересуванням… Можливо, це походить від самонавіювання, тому що йду я землею, яку в 1980-і роки вважав ворожою. Тепер я тут для повторного вивчення. Отже, що я роблю? Викроюю для себе невеликий пагорб у Тоскані, де відбувається дія фільму і де пейзаж концентрує всю красу Тоскани. Але ця справжня краса скорше є декорацією, ніж діалектичною складовою фільму. Це свого роду щасливий (або нещасний) острів, але острів, розміщений за межами того, що відбувається в Італії. Я думаю, у фільмі є лишень декілька моментів, коли сюди проникає італійська реальність. Наприклад, два військових літаки прямують до Боснії або телевізійна антена псує пейзаж на горі. Ще там є дві повії з Нігерії і одна російська, всі дуже красиві — їх багато в Тоскані. І раптом виникає легке тремтіння. Ми бачимо виноградники, глухонімих селян, вони становлять, скажімо, частину декорації — немов на картині XVII століття. Що ще? Світ, що претендує бути космополітичним, культурним, естетичним — насамперед естетичним. Світ, що занурений у сьогоднішній день, але прагне від нього відгородитися. Як мовить один із персонажів: «Ви змогли створити планету для себе. Незабаром знадобиться паспорт для того, щоб потрапити сюди».

## Критики про фільм
Критики вважають, що Бертолуччі створив стрічку-образ, стрічку-емоцію. У фільмі режисер робить спробу зафільмувати чуттєвість. Значне місце у стрічці посідає один з найулюбленіших прийомів Бертолуччі — використання тілесності як окремої мови. Поцілунки, доторки, оголені тіла (або частини тіл) складають історію в історії. Образи жінок у фільмі — архетипічні персонажі, що уособлюють різні стадії жіночності та сексуальності. Люсі — лише чекає на зустріч зі своїм чоловіком, Міранда — втілення хтивості, Діана — берегиня вогнища, яка пройшла довгий шлях зі своїм чоловіком-художником.

## Цікаві факти
- Фільм «Вислизаюча краса» критики порівнюють із «Лолітою» через стосунки юної Люсі (Лів Тайлер) зі зрілим Алексом (Джеремі Айронс). Між кадрами «Лоліти» та «Краси, що вислизає» проступає чимало спільних рис. Бертолуччі заперечував цей вплив, однак після ролі у фільмі «Вислизаюча краса» Джеремі Айронс одразу був запрошений на роль професора Гумберта Гумберта у новій версії «Лоліти»[7].
- Social.org.ua склав підбірку із 20 найвитонченіших фільмів, створених для естетичної насолоди, повз яких не зможе пройти жоден кіноестет. Фільм «Вислизаюча краса» посів 4 місце. Фільм, вважають критики, «за всіма параметрами підпадає під визначення естетського кіно — майстерна режисерська робота Бернардо Бертолуччі, неперевершена Лів Тайлер в головній ролі, мальовничі пейзажі Тоскани, пронизливі й чисті почуття роблять його одним з найкрасивіших і зворушливих фільмів в історії італійського кіно»[8].

## Нагороди
- 1996 Премія «Золотий глобус» Асоціації іноземної преси в Італії[it]:
  - найкращому операторові[it] — Даріус Хонджі
- 1996 Премія «Золота хлопавка» італійського журналу «Чяк»[it] (Італія):
  - за найкращий фільм — Бернардо Бертолуччі
  - найкращому режисерові — Бернардо Бертолуччі